# Chivalry: Medieval Warfare
Chivalry: Medieval Warfare je akční bojová online videohra vytvořena a vydána společností Torn Banner Studios.
Hra se odehrává ve středověku, přibližně ve 12. století. Hraje se vždy na uzavřené mapě. Ve většině módů jsou hráči rozděleni do dvou týmů, modrého (Agatha knights) a červeného (Mason order). Výjimkou jsou módy Free for all a Duel. Hra je dostupná na Steamu. Ve hře funguje systém postupného levelování hráčů a následné odemykání zbraní ve hře.
Hráč při souboji může využívat jak rychlosti, tak poškození a dosahu zbraně. Může používat seknutí zleva, zprava, přes hlavu a bodnutí. Tyto útoky se dají protihráčem vykrýt. Lze také používat falešné útoky a kopance k unavení protihráče.
Ve hře jsou také k dispozici ( na některých mapách) balisty a různé pasti, které hráč může využít ve svůj prospěch.

## Hra
Samotné hraní je rozděleno do několika základních módů.

### Team Deadmatch
Hráči rozděleni do dvou týmů, do modrého (Agatha knights) a červeného (Mason order). Vyhrává team s největším skóre.

### Free For All
Stejné jako Team Deadmatch, jen každý za sebe.

### TeamObjective
Hra rozdělena na dva týmy, z nichž jeden brání stanovené pointy a druhý se je snaží zničit. Po zničení těchto pointů (různé sochy, podpalování budov atd.) se hra posouvá o něco dále k dalším pointům ke zničení. Bránící tým vyhraje tak, že udrží pointy do skončení časového limitu.

### Last Team Standing
Hra rozdělena na dva týmy. Vyhrává tým s posledním žijícím hráčem.

### Duel
Hrači se navzájem vyzývají v seznamu k duelům. Duel zvítězí ten, kdo vyhraje 3 zápasy. Celý mód vyhrává hráč s největším počtem vyhraných duelů.

## Postavy (classy)
Ve hře jsou implementovány 4 základní postavy s odlišnými vlastnostmi: Man At Arms, Vanguard, Knight, Archer. Každá z těchto postav při sobě nosí Primární, sekundární a speciální zbraň. Primární zbraň je určena pro boj, sekundární potom bývá zpravidla menší a mrštnější.

### Man At Arms
Lehce obrněný pěšák disponující velkou rychlostí a mrštnosti. K realizaci své mrštnosti využívá rychlé úskoky a rychlé zbraně s malý dosahem. Může nosit šavle, krátké meče, obourční tyč, zápalné lahve, štíty.

### Vanguard
Středně rychlý šermíř, se speciální schopností útoku skokem (charge). Při sobě nosí dlouhé meče, kopí, halapartny, vrhací sekyrky, kouřové granáty.

### Knight
Pomalá a těžce obrněná postava, nosící ty nejtěžší zbraně. Disponuje meči, šavlemi, sekyrami, palcáty, řemdichy, štíty a vrhacími předměty.

### Archer
Nejslabší jednotka primárně určená na dálku. Lze vyzbrojit kušemi se štíty, luky a vrhacími praky a kopími. Jako sekundární zbraň může nosit velice rychlé dýky.

## Hráčské modifikace
Chivalry: Medival Warfare je hra běžící na Unreal Engine 3. Proto je zde velká variabilita módů ze strany hráčů.

### Star Wars
Mód dávající postavám vzhled postav z této legendární série. Postavy také skáčou výše než v klasickém Chivalry a místo střelných zbraní nosí laserové pistole.

### Horde
Hráči společně likvidují útočící hordy vojáků. S levely se zvyšuje počet útočících vojáků. V tomto módu funguje itemshop, kde lze nakupovat v průběhu hry. Hra končí úmrtím všech hráčů.

### Giant Slayers
Free For All mód s modifikací růstu postav vzhledem k počtu zabití nepřátel. Čím více zabití, tím větší a odolnější je hráč oproti ostatním. Po úmrtí hráč ztrácí svoji velikost.

### Další módy
Black Knight, Mercs, CompMod.

## Chivalry: Deadliest Warrior
Mód od vývojářů zosobňující stejnojmenný dokument o nejlegendárnějších válečnících a soubojích mezi nimi. Lze zakoupit jako dodatek na Steamu.
Ve hře jsou implementovány speciální módy jako například Multi-team deadmatch (Hráči bojují za jednotlivé druhy válečníků spolu) a speciální Last Team Standing, kde vyhrává poslední přeživší z týmu jednoho typu válečníka.

### Obsahuje 6 typů válečníků

#### Sparťan
Hlavní zbraní oštěp, který může vrhnout po ostatních. Sekundární zbraň krátký spartský meč. S sebou si vždy do bitvy nosí typický štít, kterým lze udeřit nepřítele.

#### Viking
Využívá sekyry, meče, oštěpy, dlouhé sekyry a dřevěný štít. Vše lze po někom hodit. Lze nosit i dvě sekyry nebo dva meče v rukou, popřípadě několik u sebe pro opakovaný hod.

#### Samuraj
Specialitou jsou katany, které lze tasit ve správný okamžik a tím způsobit nečekaný útok. Jako jediný má v tomto módu luk.

#### Ninja
Velmi rychlý a tichý válečník. Obdoba Man At Arms díky jeho manévrovatelným kotoulům do všech stran. Používá velmi rychlé zbraně a speciální omračovací vajíčka s nadrceným sklem k oslepení protivníka.

#### Pirát
Unikátní oproti ostatním díky schopnosti využívat pirátské palné zbraně. Může se napít rumu a tím se vyléčit, nicméně bude opilý.

#### Rytíř
Postava nejvíce podobná klasické hře Medieval Warfare vzhledem ke klasickým zbraním rytíře jako je meč, štít, kuše a halapartna.